# الورطة (فلم)
الورطة فيلم مغربي من إنتاج سنة 1984.

## بطولة
- سعاد صابر
- أحمد الصعرى
- عمر السيد

## القصة
سعدية، فتاة قروية، تحلم بالسفر إلى المدينة لتحقق طموحها، تسافر إلى المدينة وتبحث عن عمل شريف، فتجد أن ظروف الحياة شديدة القسوة، وبعد معاناة شديدة، توافق على العمل كعاهرة، بعدأن أقنعها بذلك صديق لها، ودفعها إلى عمل الليل، وراح يتكسب من وراء جسدها، لقد قام هذا الرجل بإسقاط فتيات أخرى ات بنفس الطريقة، مما يدفع بواحد من ضحاياه أن تقتله، مما يصيب سعدية بصدمة، فهى بلا سند، فتتحمس أكثر في عالم الهوى.

## روابط خارجية
- الورطة على موقع قاعدة بيانات الأفلام العربية